# Ryszard Podlas

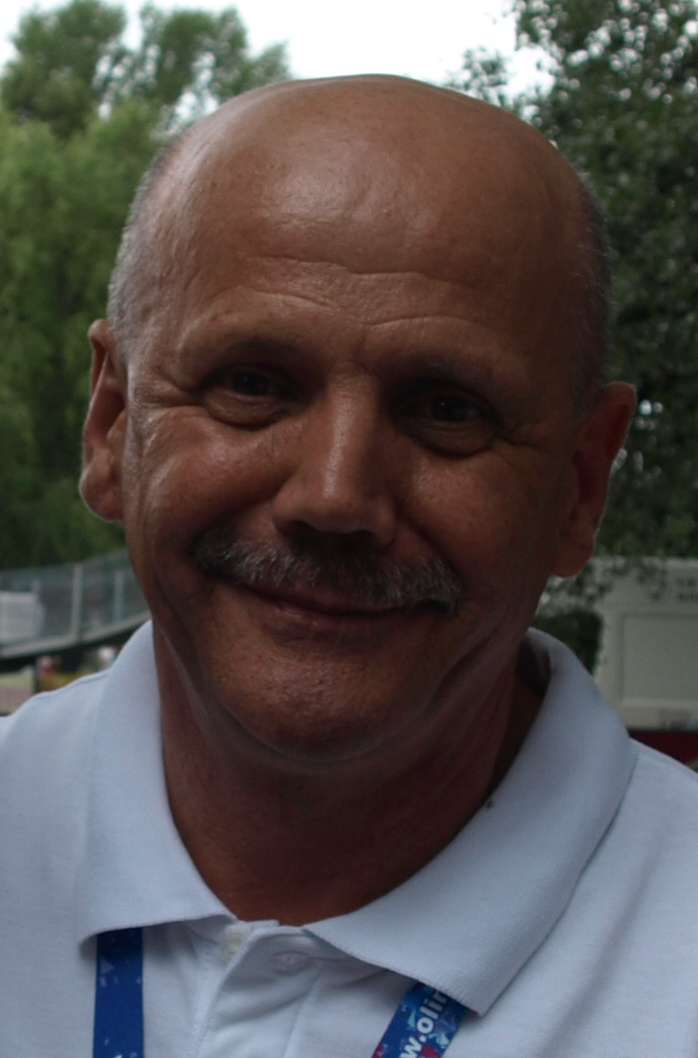
Ryszard Podlas 2013

Ryszard Podlas (* 29. Juli 1954 in Białobrzezie) ist ein ehemaliger polnischer Sprinter, der sich auf den 400-Meter-Lauf spezialisiert hatte.
Den größten Erfolg seiner Karriere feierte er bei den Olympischen Spielen 1976 in Montreal. Die polnische 4-mal-400-Meter-Staffel holte in  der Aufstellung Ryszard Podlas, Jan Werner, Zbigniew Jaremski und Jerzy Pietrzyk die Silbermedaille hinter der Mannschaft der Vereinigten Staaten.
Eine weitere Silbermedaille in der Staffel gewann Podlas bei den Leichtathletik-Europameisterschaften 1978 in Prag zusammen mit Jerzy Włodarczyk, Zbigniew Jaremski und Cezary Łapiński hinter der Mannschaft der Bundesrepublik Deutschland. Bei den Leichtathletik-Europameisterschaften 1982 belegte Podlas mit der Staffel den vierten Rang.
Ryszard Podlas von 1977 bis 1979 dreimal in Folge  polnischer Meister im 400-Meter-Lauf. Er ist 1,71 m groß und hatte ein Wettkampfgewicht von 63 kg.